# HD 136418 b
HD 136418 b (بالإنجليزية: HD 136418 b)‏ الذي يرمز له بالرمز HD 136418b، هو كوكب خارج المجموعة الشمسية، في كوكبة العواء.

## الاكتشاف
اكتشف في 2010، وكانت طريقة الاكتشاف Doppler spectroscopy.